# 調理法
調理法（ちょうりほう）とは、調理に用いる手法である。専門的な手法は調理技術などと呼ばれる。
- 食材の切り方一覧
  - 中華料理の切り方一覧、フランス料理の切り方一覧
- 漬け方一覧
- 茹で物
- 煮物
- 焼き物
- 揚げ物
- 炒め物
- 蒸し物
- 和え物
- 焙煎
- 燻製
- 冷凍
- 盛り付け

## 調理技術
- 霜降り
- 炊き合せ
- 灰汁抜き
- 三杯酢
- 三枚おろし
- 洗い
- 塩揉み
- 塩茹で
- 水煮
- 下拵え
- しめ、締め、〆
- 湯煎
- 湯通し
- 燻煙